# Statek motorowy
Statek motorowy lub motorowiec (MS lub M/S z ang. motor ship, MV lub M/V z ang. motor vessel) – statek napędzany silnikiem spalinowym.
Pierwszym typowym motorowcem pełnomorskim była MS „Selandia” z 1912.
Pierwszą dłuższą serią motorowców budowanych w Polsce były dziesięciotysięczniki.
Silnik spalinowy wyparł maszyny i turbiny parowe. Aktualnie jest napędem dominującym.